# Joseph Reindl (Theologe, 1931)
Joseph Reindl (* 2. Mai 1931 in Dresden; † 24. September 1986 in Erfurt) war ein deutscher römisch-katholischer Geistlicher und Alttestamentler.

## Leben
Reindl studierte ab 1953 Theologie am Philosophisch-Theologischen Studium Erfurt (heute Katholisch-Theologische Fakultät der Universität Erfurt). Am 29. Juni 1956 empfing er durch Bischof Otto Spülbeck im Dom zu Bautzen das Sakrament der Priesterweihe. Es folgten Kaplansjahre in Zwickau.
Mit der Dissertationsschrift Das Angesicht Gottes im Sprachgebrauch des Alten Testaments promovierte er 1969 bei Alfons Deissler zum Dr. theol.
1974 wurde er zum Professor für Exegese des Alten Testaments am Philosophisch-Theologischen Studium Erfurt ernannt, wo er bis zu seinem Tod lehrte.

## Schriften (Auswahl)
- Das Angesicht Gottes im Sprachgebrauch des Alten Testaments (= Erfurter Theologische Studien, 25). St. Benno, Leipzig 1970.